# جورج كليمنتس
جورج كليمنتس (بالإنجليزية: George Clements)‏ هو قسيس أمريكي، ولد في 26 يناير 1932 في شيكاغو في الولايات المتحدة.